# Cavisternum hughesi
Espèce
Cavisternum hughesi est une espèce d'araignées aranéomorphes de la famille des Oonopidae.

## Distribution
Cette espèce est endémique du Queensland en Australie. Elle se rencontre dans l'Ouest de la péninsule du cap York.

## Description
Le mâle holotype mesure 0,98 mm.

## Étymologie
Cette espèce est nommée en l'honneur de Gerald Hughes.

## Publication originale
- Baehr, Harvey & Smith, 2010 : The goblin spiders of the new endemic Australian genus Cavisternum  (Araneae: Oonopidae). American Museum Novitates, no 3684, p. 1-40 (texte intégral).